# Струя (тендер)
«Струя» — тендер Черноморского флота Российской империи, находившийся в составе флота с 1835 по 1855 год. Во время службы принимал участие в действиях флота у кавказского побережья и практических плаваниях в Чёрном море, использовался в качестве брандвахтенного судна и находился в личном распоряжении русского посланника в Греции. Тендер перенес два кораблекрушения в Новороссийске и Еникале, после первого крушения был поднят со дна и восстановлен, после второго исключён из списков судов флота. Во время Крымской войны был затоплен на еникальском фарватере в рамках неудачной попытки заграждения Керченского пролива от входа объединённой англо-французской эскадры в Азовское море.

## Описание судна
Парусный одномачтовый тендер с деревянным корпусом. Длина судна составляла 21,4—21,5 метра, ширина без обшивки — 7,3 метра, осадка 3,9 метра, а глубина интрюма — 3,2 метра. По состоянию на 1853 год вооружение тендера состояло из двух 3-фунтовых чугунных пушек и десяти 12-фунтовых карронад. По состоянию на 1848 год экипаж судна состоял из 52 человек: командира тендера в звании капитан-лейтенанта, двух мичманов, штурмана в звании прапорщика и 48 нижних чинов.

## История службы
Тендер «Струя» был заложен на стапеле Николаевского адмиралтейства 12 (24) сентября 1834 года и после спуска на воду 13 (25) июля 1835 года вошел в состав Черноморского флота России. Строительство вёл кораблестроитель капитан Г. Иванов.
В кампании 1836 и 1837 годов принимал участие в действиях отрядов Черноморского флота у кавказских берегов, в том числе у берегов Абхазии. В 1838 и 1839 годах выходил в практические плавания в Чёрное море. В кампанию 1840 года перешёл в Константинополь и в течение 1840 и 1841 годов находился в распоряжении русского посланника в Греции, при этом совершал плавания в Архипелаге и Средиземном море. Во время пребывания в районе Дарданелл, командир тендера лейтенант Н. М. Соковкин наблюдал за перелётами птиц и «…беспощадно стрелял разного рода птиц для того, чтобы узнать соотношение их веса к площади их крыльев, которые срисовывал из удивления к разным подробностям покроя этих парусов». В результате дальнейших исследований удалось найти соотношение между весом птицы и величиной площади её крыльев.
В 1842 году нёс брандвахтенную службу в Евпатории. В кампании с 1844 по 1848 год в составе отрядов кораблей Черноморского флота вновь участвовал в действиях Черноморского флота у Кавказского побережья, в том числе Абхазии. 14 (26) января 1848 года находился на рейде Новороссийска, где был застигнут борой. Был залит волнами при температуре воздуха -16°С и затонул от обледенения со всем экипажем на борту. 4 (16) августа 1848 года тендер был поднят со дна и 17 (29) августа 1848 года на буксире пароходофрегата «Бессарабия» доставлен на ремонт в Севастополь.
После ремонта с 1850 по 1853 год нёс брандвахтенную службу в Бердянске. В кампанию 1853 года подвергся тимберовке в Севастополе. В 1854 году находился в Еникале. К началу кампании 1855 года на тендере проводился небольшой ремонт, который был быстро завершен. Однако о боевых действиях участия не принимал и в том же году совместно с тендером «Нырок», конфискованным английским купеческим судном «Консилио» (англ. Consilio) и ещё семью нагруженными камнем парусными судами использовался для заграждения еникальского фарватера, который выполнялся в рамках попытки заграждения фарватеров Керченского пролива, для защиты Азовского моря от входа в него неприятельских судов. Совместно с тендером «Нырок» на буксире парусно-винтовой шхуны «Аргонавт» был доставлен до места затопления на фарватере, где 2 (14) и 3 (15) мая 1855 года оба тендера были затоплены. Однако полностью провести заграждение фарватера не удалось в связи с недостатком судов и иных необходимых материалов, также одно из судов не успели затопить до начала кампании.
Экипаж тендера совместно с командами тендера «Нырок», шхуны «Унылая», лоц-шхун «Астролябия» и «Секстан», а также еникальской баржи в последующем вошли в 4-ю ластовую роту таганрогского сводного морского батальона под общим командованием бывшего командира парохода «Боец» капитана 2-го ранга А. Е. Данилевского, при этом самой ротой командовал поручик Д. Витвицкий, ранее служивший на «Аргонавте». В кампанию 1855 года батальон принимал участие в обороне Таганрога от действий сводной англо-французской эскадры, действовавшей в Азовском море.

## Командиры судна
Командирами тендера «Струя» в составе Российского императорского флота в разное время служили:
- лейтенант В. А. Васильев (1836—1838 годы)[18];
- лейтенант Ф. К. Безуар (1838—1839 годы)[19];
- лейтенант Н. М. Соковкин (1839—1842 годы)[9];
- капитан-лейтенант П. А. Леонов (с 1844 года по 14 (26) января 1848 года)[20][21];
- лейтенант А. Е. Романов (1850 год)[22];
- лейтенант В. Г. Стронский (1851—1853 годы)[23].